# Cocker spaniel americano
Cocker spaniel americano [Nota] (em inglês:  American Cocker Spaniel) é uma raça canina do tipo spaniel oriunda dos Estados Unidos.

## Origem
Estes caninos surgiram após conflitos entre criadores do cocker spaniel inglês, que desejavam animais mais aptos ao trabalho. Tendo então abandonado o clube da raça, criaram um animal menor, de pelagem mais longa e densa e de inclinação característica na linha dorsal.
Descendente direto do canino inglês, ambas as raças possuem variações em sua nomenclatura: Enquanto o cocker spaniel inglês é chamado apenas de cocker spaniel na Inglaterra, o mesmo acontece em oposto nos Estados Unidos, onde cocker spaniel americano também é apenas conhecido por cocker spaniel.

## Descrição
Sempre presente na lista das dez raças mais populares no mundo, é descrito como um cão companheiro, charmoso e belo, de personalidade amável e muito ligado a família. Podendo pesar até 13 kg e medir 39 cm, tem a pelagem variando em diversas cores.

## Saúde
Entre as principais enfermidades que podem acometer os exemplares desta raça estão a epilepsia e os problemas oculares e renais.